# Municipio Jocotitlán
Koordinaten: 19° 42′ N, 99° 47′ W
Jocotitlán (von Nahuatl Xocotitlan, „Ort zwischen bittersüßen Früchten“) ist eine Gemeinde (Municipio) im Nordwesten des mexikanischen Bundesstaates México. Die Gemeinde hatte beim Zensus 2015 65,291 Einwohner, die Fläche des Municipios beläuft sich auf 86,9 km².
Verwaltungssitz und einwohnerstärkster der über 50 Orte des Municipios ist das gleichnamige Jocotitlán, weitere größere Orte in der Gemeinde sind Santa María Citendeje, San Miguel Tenochtitlán, San Juan Cuajomulco und Santiago Casandeje.

## Die Stadt

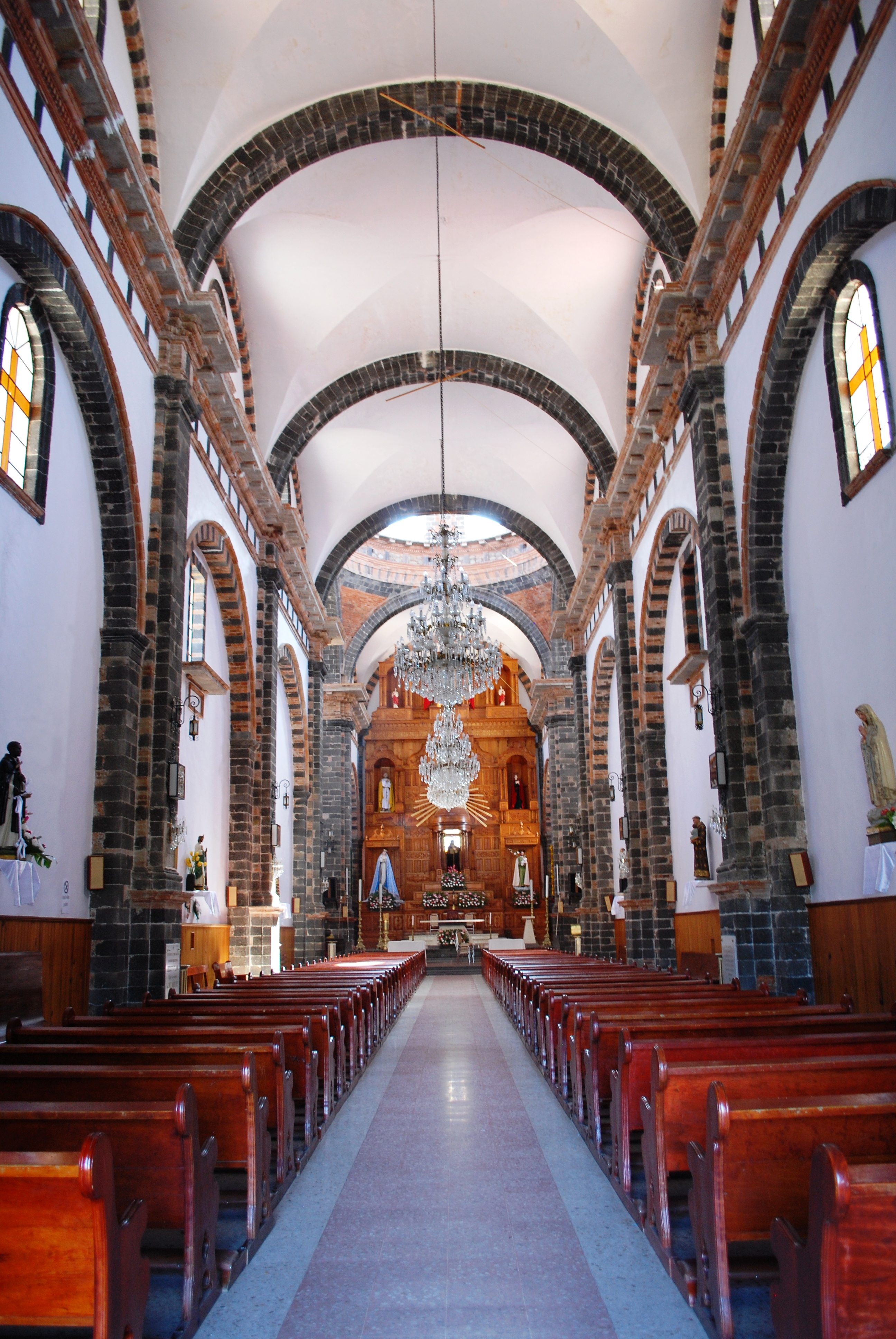
Jesús Nazareno Kirche im Zentrum von Jocotitlán

Die Stadt Jocotitlán befindet sich am Fuße des Xocotepetl Vulkans und in der Nähe der Städte Atlacomulco und Ixtlahuaca. Das Zentrum der Stadt hat gepflasterte Straßen und Gebäude sind größtenteils weiß gestrichen und haben rote Dächer.
Der soziale Mittelpunkt der Stadt ist der Plaza im Stadtzentrum. Im oberen Bereich dessen befindet sich ein Pavillon inmitten von Bäumen. Neben dem Plaza und der Jesús Nazareno (Jesus von Nazareth) Kirche befindet sich ein Hallenfußballplatz.
Die Pfarrkirche ist nach Jesus von Nazareth benannt und wurde 1575 erbaut und wurde seitdem in drei Phasen erweitert. Das Atriumskreuz stammt aus dem 16. Jahrhundert und wurde von den Franziskanern gebaut. Das heutige Gebäude wurde in den 1860er Jahren mit schwarzem Sandstein und Ziegelelementen im neoklassischen Stil errichtet. Der Glockenturm hingegen wurde erst 1983, über 100 Jahre später fertiggestellt.
Südlich des Plazas befindet sich das kommerzielle Zentrum Jocotitláns mit dem kulturellen Gemeindezentrum „Casa de Cultura Lic. Diego de Nájera Yanguas“. Dieses ist nach dem früheren Gemeindepriester benannt, der ein Buch über die Mazahua-Sprache veröffentlichte. Das Kulturzentrum bietet unter anderem Tanz-, Mal- und Englisch-Sprach-Kurse an.
Weiter südlich an der Kreuzung zwischen Jesus Cardozo und Rivapalacio Straße befindet sich die Markthalle der Gemeinde. Hier werden hauptsächlich lokale Güter und Spezialitäten angeboten, wie zum Beispiel Barbacoa, Mole, Quelites sowie lokale Pilze, Fleisch, Escamoles und Blumen.

## Geographie

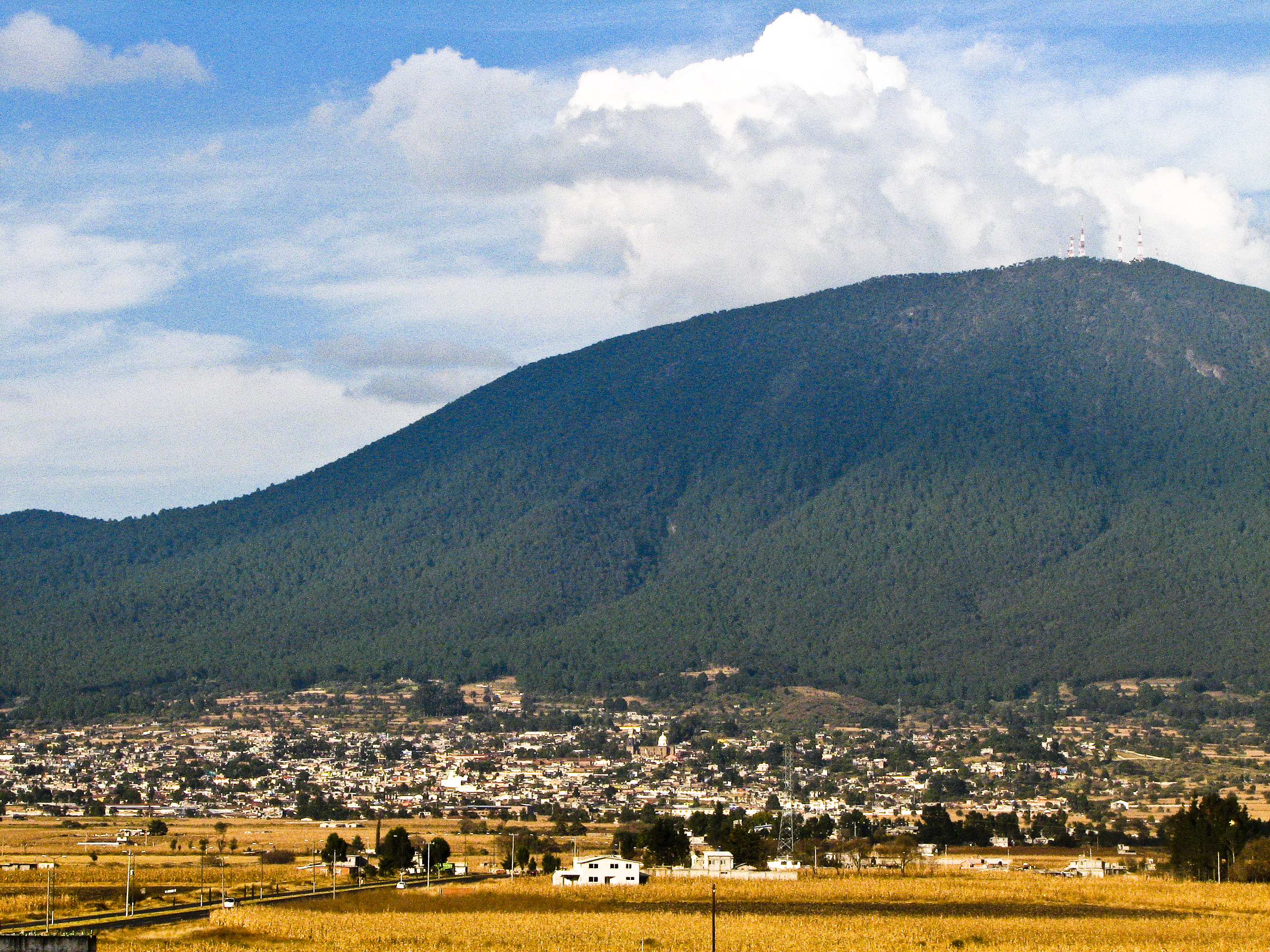
Die Stadt Jocotitlán mit dem Xocotépetl Vulkan im Hintergrund

Jocotitlán liegt im Nordwesten des Bundesstaats México, etwa 60 km nördlich von Toluca de Lerdo. Das Municipio liegt in einer Höhe von 2530 m am Río Lerma bis 3952 m am Gipfel des Xocotépetl. Über 80 Prozent der Fläche des Municipios werden landwirtschaftlich genutzt.
Das Municipio Jocotitlán grenzt an die Municipios El Oro, Temascalcingo, Atlacomulco, Morelos, Jiquipilco, Ixtlahuaca und San Felipe del Progreso.
Der Xocotépetl ist ein Schichtvulkan und der höchste Gipfel in der unmittelbaren Umgebung. Er gilt als potenziell aktiv, da vulkanische Aktivität in den vergangenen 10.000 Jahren nachgewiesen werden konnte.
Der übrige Teil der Gemeinde Jocotitlán ist flach und Teil des Ixtlahuaca-Tals. Es gibt viele Teiche und kleinere Seen, wie zum Beispiel Santa Elena, San Clemente, Hierbabuena, La Soledad, El Toril, Los Árboles, San Jacinto, Cuendo, La Redonda, La Gorupa und Pasteje. Die Frischwasserquelle Las Fuentes liefert das Frischwasser für den Gemeindesitz. Das Klima gilt als subtropisch halbfeucht mit Regen vermehrt in den Sommermonaten. Die Jahresmitteltemperatur beträgt 13,2 °C mit Höchstwerten von ca. 31 °C und Tiefstwerten um 4 °C. Ende Dezember und Anfang Januar kann es vor allem auf dem Xocotépetl zu Schneefall kommen.
Die Vegetation besteht vorwiegend aus Pinien, Oyameln, Steineichen, Zedern, Eukalypten und Weiden. Im Flachland finden sich hauptsächlich Wiesen und Nopal Kakteen. Außerdem gibt es zahlreiche wilde Kräuter, die in der lokalen Küche und Medizin Anwendung finden.